# First Queen
First Queen (ファーストクイーン "Đệ nhất Nữ hoàng") là một game thuộc thể loại nhập vai hành động pha trộn chiến lược thời gian thực được phát triển bởi hãng Kure Software Koubou. Trò chơi lần đầu tiên được phát hành trên các hệ máy tính Sharp X68000 và NEC PC-9801 tại Nhật Bản vào năm 1988, và rồi sau đó phát hành trên Super Famicom với tựa đề First Queen: Ornic Senki vào năm 1994 và Microsoft Windows với tựa đề First Queen 1 vào năm 2001. Game có tới ba phần tiếp theo. Sê-ri còn mang tính nổi bật bởi họa phẩm đặc trưng của Amano Yoshitaka, mà sau này trở nên nổi tiếng với dòng game Final Fantasy.

## Lối chơi
First Queen là một tựa game độc đáo pha trộn giữa thể loại nhập vai hành động, chiến lược thời gian thực và nhập vai chiến thuật. Giống như một game nhập vai, người chơi có thể khám phá thế giới, mua bán vật phẩm và lên level, và mang hơi hướng của một game chiến lược khi tập trung vào việc chiêu mộ binh lính và chiến đấu chống lại các đạo quân lớn của đối phương, nơi mà người chơi điều khiển một đội quân lớn hơn một nhóm nhỏ. Game còn giới thiệu hệ thống "Gochyakyara" (ゴチャキャラ "Multiple Characters") giúp người chơi điều khiển một nhân vật tại một thời điểm trong khi số khác được điều khiển bởi AI của máy tính tuân theo sự chỉ huy, sự tham gia của các nhân vật và quân thù vào những trận chiến có quy mô lớn đôi khi tràn ngập toàn bộ màn hình. Kure Software Koubou còn dùng hệ thống "Gochyakyara" này đưa vào các tựa game sau của họ.
Những sinh vật giả tưởng cao độ được điều khiển y như các nhân vật về sau của Warcraft II: Tides of Darkness. Mục tiêu là nhằm đánh bại tất cả các lực lượng đối phương và chiếm làng của họ. Người chơi lựa chọn nơi để bắt đầu cuộc chiến. Nếu người chơi giành chiến thắng thì được di chuyển sang chiến trường tiếp theo và thua cuộc đồng nghĩa với game over. Tuy nhiên, không giống như Warcraft II, các công trình hay làng mạc mới không được xây dựng, khiến cho nó trông giống như một trò wargame hơn.